# Pussurivier
Pussurivier (Pussujoki) is een rivier annex beek, die stroomt in de Zweedse  gemeente Pajala. De rivier ontstaat in het moerasgebied ten westen van Lovikka, stroomt naar het zuidoosten parallel aan de Torne. Ze is circa 9 kilometer lang, voordat zij ten zuiden van Lovikka in de Torne stroomt.
Afwatering: Pussurivier → Torne → Botnische Golf